# Rauchtown
Rauchtown est une census-designated place située dans les comtés de Clinton et de Lycoming, dans l’État de Pennsylvanie, aux États-Unis. Lors du recensement de 2020, elle compte 722 habitants.